# Lot Thomas

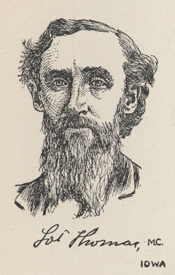
Lot Thomas

Lot Thomas (* 17. Oktober 1843 bei Markleysburg, Fayette County, Pennsylvania; † 17. März 1905 bei Yuma, Arizona) war ein US-amerikanischer Politiker. Zwischen 1899 und 1905 vertrat er den Bundesstaat Iowa im US-Repräsentantenhaus.

## Werdegang
Lot Thomas besuchte die öffentlichen Schulen seiner Heimat und das Vermillion Institute in Hayesville (Ohio). Im Jahr 1868 zog er nach Iowa, wo er in New Virginia im Warren County als Lehrer arbeitete. Nach einem Jurastudium an der University of Iowa in Iowa City und seiner im Jahr 1870 erfolgten Zulassung als Rechtsanwalt begann er im Buena Vista County in seinem neuen Beruf zu praktizieren.
Zwischen 1885 und 1898 war Thomas Richter im 14. Gerichtsbezirk von Iowa. Politisch war er Mitglied der Republikanischen Partei. Als deren Kandidat wurde er 1898 im elften Wahlbezirk von Iowa in das US-Repräsentantenhaus in Washington, D.C. gewählt, wo er am 4. März 1899 die Nachfolge von George D. Perkins antrat. Nach zwei Wiederwahlen konnte er bis zum 3. März 1905 drei Legislaturperioden im Kongress absolvieren. Zeitweise war er Mitglied im Rechtsausschuss. Für die Wahlen des Jahres 1904 wurde er von seiner Partei nicht mehr nominiert.
Lot Thomas starb nur zwei Wochen nach dem Ende seiner Amtszeit während einer Zugfahrt in der Nähe von Yuma. Er war auf dem Weg nach Los Angeles, wo er sich gesundheitlich erholen wollte.